# Ovactis aequatorialis
Espèce
Ovactis aequatorialis est une espèce de cnidaires de la famille des Arachnactidae.

## Systématique
Le nom valide complet (avec auteur) de ce taxon est Ovactis aequatorialis Van Beneden, 1897.